# Siderski čas
Sidérski čàs ali zvézdni čàs je čas s katerim merimo lego Zemlje pri njenem vrtenju okrog svoje osi glede na oddaljene zvezde. Siderski čas je določen kot časovni kot pomladišča. Ko je poldnevnik pomladišča v nadglavišču opazovalca, je zanj krajevni zvezdni čas enak 00 :00 h. Krajevni zvezdni čas se za vsakih 15° proti vzhodu poveča za 1 h, proti zahodu pa zmanjša za 1 h. Grinviški zvezdni čas (GST) je časovni kot pomladišča na grinviškem poldnevniku (ničelni, greenwiški poldnevnik). Grinviški zvezdni čas se od univerzalnega časa UT1 razlikuje za stalno razmerje (GST = 1, 00273790935 · UT1).
To je tudi čas, ki ga določa navidezno gibanje pomladišča. Gibanje pomladišča je zelo blizu gibanju zvezd, od njega se zelo malo razlikuje zaradi precesije Zemljine vrtilne osi.

## Uporaba
Zvezdni čas uporabljajo astronomski observatoriji, ker je delo z njim enostavnejše. Lega nebesnih teles na nebu se običajno podaja z dvema koordinatama horizontskega koordinatnega sistema: rektascenzijo in deklinacijo. Ko je zvezdni čas na kraju opazovanja enak rektascenziji, je telo najvišje na nebu (kulminacija). To je tudi najprimernejši čas za opazovanje.
Osnovna enota siderskega časa je zvezdni ali siderski dan.

## Zvezdni in Sončev dan
Sončev dan se določa s pomočjo navideznega dnevnega gibanja Sonca na nebu. Tako je krajevni poldan določen kot trenutek, ko je Sonce najvičje na nebu (v kulminaciji). V času, ko Zemlja naredi en obrat okrog svoje osi, se premakne za približno 1° na svoji poti okrog Sonca. Zaradi tega mora narediti pri svojem vrtenju okrog osi še dodatni kot, da pride Sonce v najvišjo točko. To pomeni, da je zvezdni dan malo krajši (za približno 4 minute) od Sončevega dneva (glej sliko). Pri tem smo seveda upoštevali, da se smer proti oddaljeni zvezdi ni spremenila (zanemarljiva paralaksa).
Navidezno Sonce potuje okrog Zemlje, za pot potrebuje 1 leto. Tako je v enem letu 1 Sončev dan manj kot je zvezdnih dni. Zaradi tega je zvezdni dan približno 365,24/366,24 Sončevega dne, ki ima 24 h. To nam da za zvezdni dan 23 ur 56 minut in 4,1 sekund (86.164,1 sekund). Zemeljska os nima stalne smeri, saj naredi v približno 25.765 letih krog. To časovno obdobje se imenuje platonsko ali veliko leto in je posledica precesije enakonočij. Zaradi tega se gibljejo zvezde navidezno malo bolj zapleteno. Za uporabo v astronomiji in geodeziji je primerneje, če vzamemo, da koordinatni sistem precesira. Na ta način postane vrtenje Zemlje skoraj konstantno, izgleda pa kot, da se zvezde vrtijo s periodo 25.765 let